# Бідіу
Бідіу (рум. Bidiu) — село у повіті Бистриця-Несеуд в Румунії. Входить до складу комуни Матей.
Село розташоване на відстані 323 км на північний захід від Бухареста, 22 км на південний захід від Бистриці, 56 км на північний схід від Клуж-Напоки.

## Населення
За даними перепису населення 2002 року у селі проживали 273 особи, з них 272 особи (99,6%) румунів. Рідною мовою 272 особи (99,6%) назвали румунську.